# L’Olleria
L'Olleria (spanisch Ollería) ist eine Gemeinde in der spanischen Provinz Valencia. Sie befindet sich in der Comarca Vall d’Albaida.

## Geografie
Das Gemeindegebiet grenzt an die folgenden Gemeinden: Albaida, Alfarrasí, Aielo de Malferit, Bellús, Bufali, Canals, Guadasséquies, Montaverner, Xàtiva und El Palomar.

## Demografie
| 1842 | 1900 | 1930 | 1950 | 1970 | 1981 | 1991 | 2001 | 2011 |
| ---- | ---- | ---- | ---- | ---- | ---- | ---- | ---- | ---- |
| 3664 | 3749 | 3798 | 4236 | 5750 | 6432 | 6798 | 7197 | 8400 |

## Wirtschaft
Abgesehen von der Kunststoffindustrie, verschiedenen handwerklichen Manufakturen und der Glasherstellung spielt die Viehzucht traditionell eine bedeutende Rolle.